# Sites mégalithiques du Cher
| \| Bourges Vierzon Saint-Amand-Montrond \| Répartition géographique des sites. · : dolmen - : menhir - : autre site mégalithique |
| Bourges Vierzon Saint-Amand-Montrond                                                                                             |

Cet article présente la liste des sites mégalithiques du Cher, en France.

## Inventaire
| Monument                                                                       | Type                  | Remarque         | Localisation             | Coordonnées                      | Illustration                                |
| ------------------------------------------------------------------------------ | --------------------- | ---------------- | ------------------------ | -------------------------------- | ------------------------------------------- |
| Pierre de Lu                                                                   | Monument mégalithique |                  | Allouis                  | 47° 09′ 43″ nord, 2° 13′ 02″ est | Pierre de Lu, Allouis                       |
| Dolmen des Penches                                                             | Dolmen                |                  | Châteaumeillant          | 46° 33′ 42″ nord, 2° 12′ 27″ est | Image manquante                             |
| Pierre Levée                                                                   | Dolmen                | Classé MH (1889) | Graçay                   | 47° 08′ 06″ nord, 1° 52′ 40″ est | Pierre Levée, Graçay                        |
| Dolmen de la Pierre-qui-Danse                                                  | Dolmen                |                  | Mareuil-sur-Arnon        | à géolocaliser                   | Image manquante                             |
| Menhir de la Pierre Pointe                                                     | Menhir                |                  | Menetou-Salon            | 47° 16′ 55″ nord, 2° 29′ 29″ est | Image manquante                             |
| Tumulus de la Petit-Villatte                                                   | Tumulus               |                  | Neuvy-sur-Barangeon      | 47° 18′ 15″ nord, 2° 17′ 32″ est | Image manquante                             |
| Dolmen de Champ-des-Pierres-Folles                                             | Allée couverte        | détruit en 1825  | Nohant-en-Graçay         | 47° 07′ nord, 1° 54′ est         | Image manquante                             |
| Dolmen de la Salle                                                             | Dolmen                |                  | Poisieux                 | à géolocaliser                   | Image manquante                             |
| Dolmen du Carroir-aux-Fées                                                     | Dolmen                |                  | Quantilly                | à géolocaliser                   | Image manquante                             |
| Dolmen de la Pierre-qui-Danse                                                  | Dolmen                |                  | Quincy                   | à géolocaliser                   | Image manquante                             |
| Tumulus des Naquins                                                            | Tumulus               |                  | Sainte-Montaine          | 47° 30′ 50″ nord, 2° 16′ 05″ est | Image manquante                             |
| Pierre à la Femme                                                              | Menhir                | Classé MH (1889) | Saint-Georges-sur-Moulon | 47° 10′ 59″ nord, 2° 23′ 33″ est | Pierre à la Femme, Saint-Georges-sur-Moulon |
| Pierre de Saint-Germain-des-Bois                                               | Menhir                |                  | Saint-Germain-des-Bois   | 46° 54′ 46″ nord, 2° 26′ 39″ est | Image manquante                             |
| Pierre de Saint-Mira                                                           | Monument mégalithique |                  | Saint-Germain-des-Bois   | 46° 53′ 11″ nord, 2° 27′ 19″ est | Image manquante                             |
| Dolmen de la Pierre des Fées                                                   | Dolmen                |                  | Saint-Maur               | à géolocaliser                   | Image manquante                             |
| Dolmen de la Tableautre nom Pierre de la Roche ou Allée Couverte de Villeneuve | Allée couverte        | Classé MH (1889) | Villeneuve-sur-Cher      | 47° 00′ 32″ nord, 2° 14′ 23″ est | Image manquante                             |